# Snabba Cash - Livet Deluxe
Snabba Cash - Livet Deluxe (en inglés: "Easy Money III: Life Deluxe") es una película de acción estrenada el 30 de agosto del 2013 dirigida por Jens Jonsson. La película es la secuela de la película Snabba Cash II y es la última película de la trilogía de Snabba Cash.
La película es una adaptación de la novela "Livet deluxe" del escritor sueco Jens Lapidus publicada en el 2011.

## Sinopsis
JW ahora vive en el exilio y está más decidido que nunca a averiguar qué le sucedió a su desaparecida hermana Camilla Westlund, cuando todos las pistas lo llevan al mundo de la delincuencia en Estocolmo, JW finalmente decide vengarse del responsable de la muerte de su hermana a toda costa.
Jorge está a punto de hacer su último robo, el más grande de la historia de Suecia, sin embargo durante los preparativos del atraco se reencuentra con Nadja una mujer de su pasado con quien retoma su relación. Después del suceso del robo, Jorge y su equipo huyen, sin embargo todo empeora cuando dos integrantes de la banda los traicionan.
Mientras tanto el oficial Martin Hägerström, es elegido para infiltrarse en la mafia serbia, con el objetivo de meter a la cárcel a su notorio jefe Radovan Krajnic, cuando Radovan lo contratara para proteger a su hija Natalia Krajnic, Martin aprovecha la oportunidad, sin embargo las cosas se complican cuando Martin se enamora de Natalia, quien a su vez se ve envuelta en la vida criminal de su familia y cuando su padre es asesinado, Natalia pasa de ser una estudiante de leyes a convertirse en la cabeza de su familia y buscar venganza por la muerte de su padre.

## Reparto

### Reparto principal
- Matias Varela como Jorge Salinas Barrio, criminal y traficante de drogas.
- Joel Kinnaman como Johan "JW" Westlund, criminal buscado por la Interpol.
- Dejan Čukić como Radovan Krajnic, líder de la mafia serbia y del crimen organizado.
- Malin Buska como Natalia "Nata" Krajnic, estudiante de leyes, hija de Radovan e interés romántico de Martin.
- Martin Wallström como Martin Hägerström, oficial de la policía que se infiltra en la familia Krajnic, guardaespaldas e interés romántico de Natalia.
- Cedomir Djordjevic como Stefanovic, miembro de la mafia serbia y segundo al mando de Radovan, responsable de la muerte de Camilla.
- Madeleine Martin como Nadja alias "Isabel", novia de Jorge.

### Reparto secundario
- Sasa Petrovic como Dragan, miembro de la mafia serbia, guardaespaldas y conductor de Radovan, expolicía de seguridad en Belgrado.
- Darko Savor como Zoran, miembro de la mafia serbia.
- Hamdija Causevic como Goran, miembro de la mafia serbia.
- Maja Kin como Camilla Westlund, hermana de JW y amante de Radovan, Camilla es asesinada por los hombres de Radovan cuando intenta huir.
- Marko Ivkovich como Dino, miembro de la mafia serbia.
- Zeljko Santrac como Semyon Averin, alias "John Johansson", "Volk" o "The Wolf", criminal contratado por JW para matar a Radovan.
- Hugo Ruiz como Sergio, miembro de la banda y primo de Jorge, Sergio es uno de los dos miembros que traiciona al grupo.
- Kalled Mustonen como David es miembro del grupo del finlanés que se une al grupo de Jorge para llevar a cabo el robo, David es uno de los que traiciona al grupo.
- Claudio Oyarzo como Ramon alias "Ramn", miembro de la banda de Jorge.
- Pablo Leiva Wenger como Pablo alias "Pablito", miembro de la banda de Jorge.
- Vuksan Rovcanin como Mila, miembro de la banda de Jorge.
- Mats Andersson como Finnen.
- Gerhard Hoberstorfer como Torsfjäll, oficial de la policía.
- Ida Jonsson como Anna/Candy, bailarina y amiga de Camilla.
- Victor Gadderus como Ivan Hasdic, miembro de la mafia serbia.
- Aliette Opheim como Lollo, amiga de Natalia.
- Chedomir, miembro de la mafia serbia.
- Lazar Tomic, luchador de Radovan.
- Isabella Alveborg como la novia de Sergio.

## Premios y nominaciones
| Año  | Categoría    | Premio          | Nominado (os)                                   | Resultado |
| ---- | ------------ | --------------- | ----------------------------------------------- | --------- |
| 2014 | Best Actor   | Guldbagge Award | Matias Varela                                   | Nominado  |
| 2014 | Best Editing | Guldbagge Award | Theis Schmidt                                   | Nominado  |
| 2014 | Best Sound   | Guldbagge Award | Petter Fladeby, Jens Johansson & Andreas Franck | Nominados |

## Producción
La película fue dirigida por Jens Jonsson, contó con los escritores Jonsson (en la historia), Maria Karlsson y Fredrik Wikström (en el guion), y estuvo basado en la novela del escritor sueco Jens Lapidus. Producida por Fredrik Wikström en apoyo de los coproductores Jessica Ask, Are Heidenstrom, Johannes Hobohm, Maximilian Hobohm, Lone Korslund y Christian Wikander, con el apoyo de la asistente de producción Annica Bellander y de los productores de línea Michel Megherbi y Sara Waldeck.
La música estuvo a cargo de Jon Ekstrand, mientras que la cinematografía estuvo en manos de Askild Edvardsen y la edición Theis Schmidt.
La película contó con la participación de la compañía productora "Tre Vänner Produktion AB", en coproducción con "Fantefilm", "Hobohm Brothers", "Nordisk Film"; "Nordsvensk Filmunderhallning"; "Sveriges Television (SVT)"; "Zweites Deutsches Fernsehen (ZDF)" y en colaboración con "Film Väst". Fue distribuida por "Nordisk Film" en Suecia en el 2013 en el cine y en el 2014 por "Film1" a través de la televisión limitada y por "Lumière Home Entertainmenten" en DVD en los Países Bajos y finalmente por "Madman Entertainment" en DVD en Australia.
En los efectos especiales contaron con el apoyo de "Filmgate" y "Panorama film & teatereffekter". Otra compañía que participó en la película fue "ABS Payroll & Production Accounting Services"
La película fue estrenada el 10 de agosto del 2013 en el "Way Out West Festival" de Gotemburgo.

### Emisión en otros países
| País         | Título                          | Fecha de Estreno                     |
| ------------ | ------------------------------- | ------------------------------------ |
| Brasil       | Dinheiro Fácil - Vida de Luxo   | -                                    |
| Finlandia    | Rahalla saa - Luksuselämää      | 13 de septiembre de 2013             |
| Francia      | Easy money: Le dernier souffle  | -                                    |
| Noruega      | -                               | 27 de septiembre de 2013             |
| Países Bajos | -                               | 25 de marzo de 2014 (entreno en DVD) |
| Polonia      | Szybki cash III                 | -                                    |
| Reino Unido  | Easy Money III: Life Deluxe     | -                                    |
| Rusia        | Шальные деньги: Роскошная жизнь | -                                    |